# Puiești, Vaslui
Puiești este satul de reședință al comunei cu același nume din județul Vaslui, Moldova, România.
 Acest articol despre o localitate din județul Vaslui este deocamdată un ciot. Puteți ajuta Wikipedia prin completarea lui.